# György Deák-Bárdos
György Deák-Bárdos (Budapest, 5 giugno 1905 – Budapest, 14 agosto 1991) è stato un compositore, organista e insegnante ungherese. Era il fratello minore di Lajos Bárdos.

## Opere
- 10 messe
- 70 cantate e mottetti
- Parasceve Suite:
  - 1. Hymnus De Vanitate Mundi (1930)
  - 2. Tristis Est Anima Mea (1927)
  - 3. Crucifigatur, Pater! Dimitte Illis! (1928)
  - 4. Eli, Eli! (1928)
  - 5. Consummatum Est (1928)